# Хольцмайстер, Клеменс
Клеменс Хольцмайстер (нем. Clemens Holzmeister; 1886 — 1983) — австрийский архитектор, работал в Австрии, Германии, Турции и Бразилии.

## Биография
Родился 27 марта 1886 года в коммуне Фульпмес в многодетной семье.
Учился в Инсбруке в Realschule и католической школе Mittelschulverbindung Cimbria. Затем продолжил обучение в Венском технологическом университете, в котором в 1919 году получил докторскую степень по архитектуре.
После этого был назначен преподавателем в Государственной торговой школе в Инсбруке. В 1924 году стал руководителем (профессором) архитектурного отдела Австрийской академии художеств. В 1926 году занимался реконструкцией Фестивального театра в Зальцбурге, затем провел несколько лет, возводя правительственные здания в Анкаре. С 1928 по 1933 год он также был директором мастерской в Дюссельдорфской художественной академии.
В 1931 году Хольцмейстер стал директором Австрийской академии художеств, оставаясь на этой должности до аншлюса в 1938 году. Затем он перебрался в Турцию, где спроектировал и построил много зданий. В 1939 году он провел полгода в Бразилии, где его отец Иоганн Хольцмайстер прожил почти 30 лет в качестве эмигранта. С 1940 по 1949 год он преподавал в Техническом университете в Стамбуле. Часто посещал Австрию, пока окончательно не вернулся в Вену в 1954 году. В этот период в Австрии он создал большое количество общественных зданий и церквей, построил много памятников.
Интересно, что Хольцмайстер неоднократно, начиная с 1930-х годов, работал сценографом в сотрудничестве с Максом Рейнхардтом на Зальцбургском фестивале. Спустя два десятилетия, в 1950-х годах, он вернулся к сценическому дизайну и снова работал на Зальцбургском фестивале, а также в Венской государственной опере и Бургтеатре.

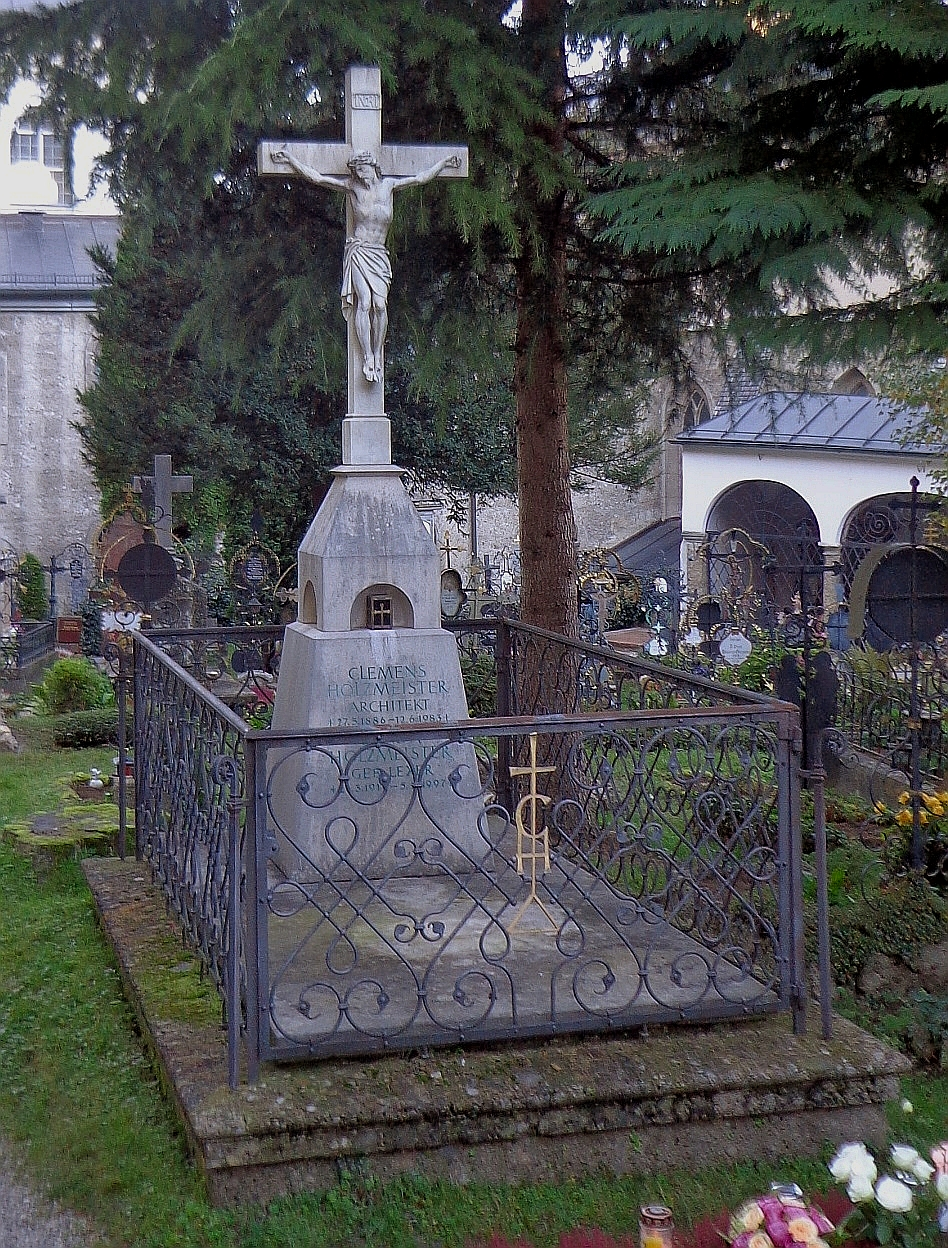
Могила в Зальцбурге

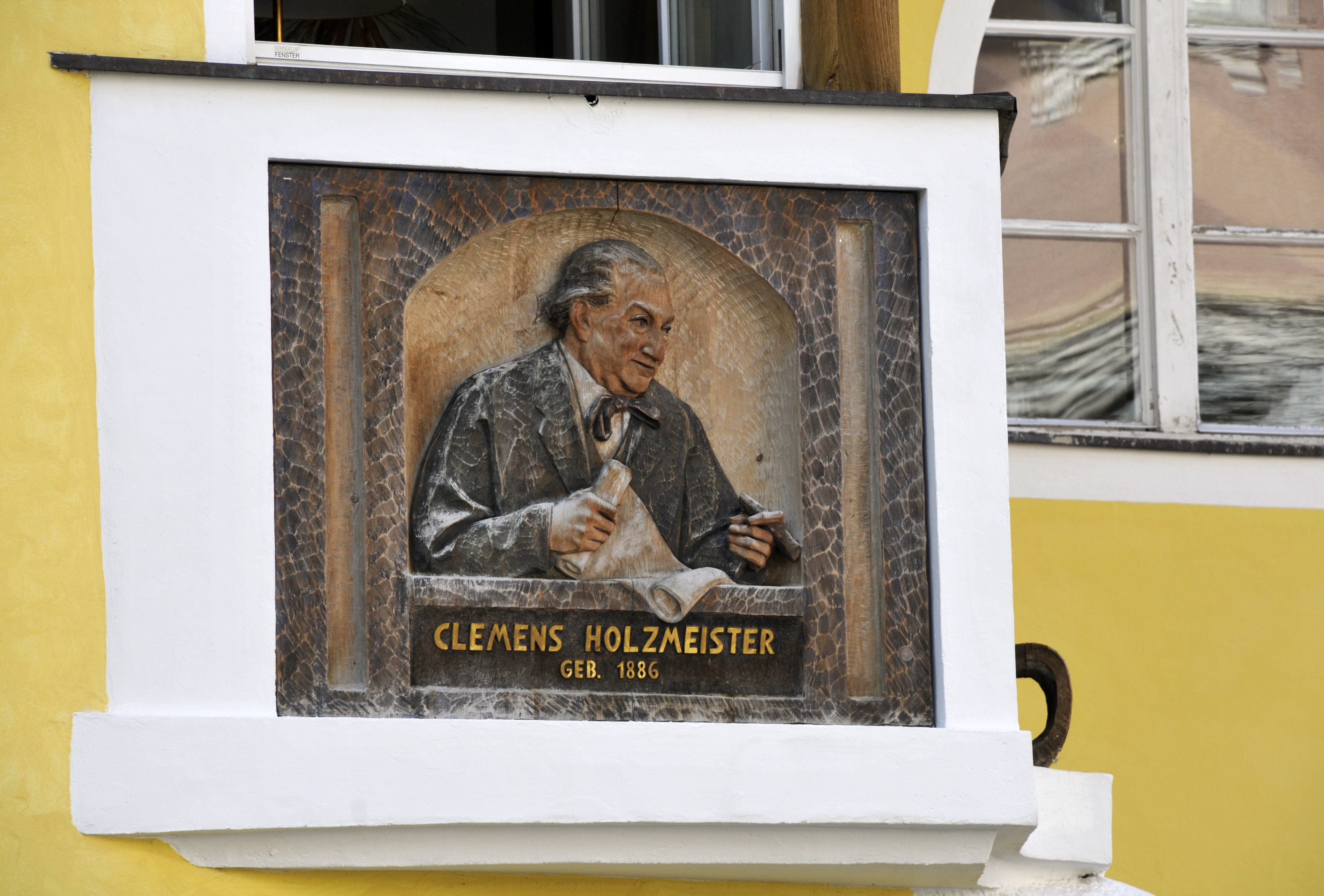
Барельеф в Ортизеи, Италия

С 1955 по 1957 год Клеменс Хольцмайстер был ректором в Академии художеств в Вене. В 1952 году стал почётным доктором наук в Грацском техническом университете, в 1963 году — почетным доктором Технического университета в Стамбуле, в 1965 году — почетным доктором Венского технического университета. Был членом братств K.Ö.St.V. Cimbria в Инсбруке, K.ö.St.V. Almgau в Зальцбурге и K.a.V. Norica в Вене.
Умер 12 июня 1983 года в городе Хаплайн. Был похоронен в Зальцбурге на кладбище Petersfriedhof.
Был удостоен ряда наград, в числе которых Большой крест ордена «За заслуги перед Федеративной Республикой Германия», Почётный знак «За заслуги перед Австрийской Республикой» и орден Турецкой Республики «За заслуги». Стал почётным гражданином Вены (1971) и Зальцбурга (1976).

### Семья
В 1913 году женился на Юдит Бридаролли (Judith Bridarolli) в Инсбруке. В 1914 году в Вене у них родился сын Гвидо. В 1920 году в Инсбруке родилась дочь Юдит, ставшая актрисой.
После развода в 1939 году вторично женился на Гунде Лексер (Gunda Lexer), находясь в Турции. В Афинах она родила дочь Барбару.